# 4-я армия (Япония)
4-я армия (яп. 第4軍 Дай-ён гун) 

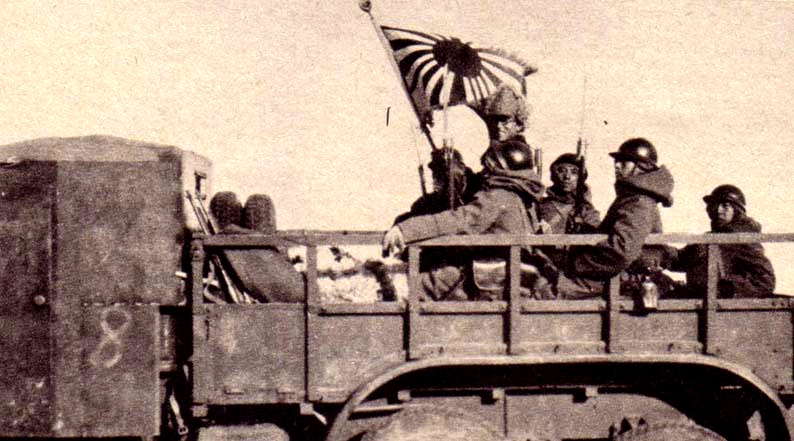
Японские войска в Маньчжурии, 1931 год.

— воинское подразделение японской Императорской армии двух различных формирований.
Впервые сформирована из различных резервных частей 24 июня 1904 года, в разгар русско-японской войны. Командующий — генерал Нодзу. Участвовала в наступлении на Мукден, где и была расформирована 17 января 1906 года, уже после подписания Портсмутского мирного договора.
Второе формирование состоялось в июле 1938 года, примерно год спустя после начала очередной японо-китайской войны. 4-я армия, дислоцированная в районе сильно укреплённого города Бэйань (центра одноимённой северной провинции Маньчжоу-го) предназначалась для охраны восточных границ от возможных действий РККА.
Впоследствии, армия была подчинена 1-му фронту.
По мере ухудшения обстановки в Юго-Восточной Азии и Китае, наиболее опытные части и большая часть снаряжения 4-й армии были переданы в другие подразделения, что значительно ослабило её.
Во время Маньчжурской операции плохо обученные и недостаточно оснащенные войска 4-й армии не смогли противостоять опытным частям РККА, и были вынуждены отступать в направлении Харбина, их и застала капитуляция Японии. Многие из солдат 4-й армии попали в советский плен.